# Verbesina coahuilensis
Verbesina coahuilensis là một loài thực vật có hoa trong họ Cúc. Loài này được A.Gray ex S.Watson miêu tả khoa học đầu tiên năm 1883.